# Zalai Antal
Zalai Antal (született Szalai Antal János, 2011 óta Zalai Antal) (Budapest, 1981. január 31. –) magyar hegedűművész. Szalai Antal prímás fia.

## Élete
Ötéves korában kezdte klasszikus zenei tanulmányait Budapesten. Diplomáját a brüsszeli Királyi Konzervatóriumban szerezte 2009-ben, Sebestyén Katalin tanítványaként. Brüsszeli tanulmányait megelőzően Dénes László, Komlós Péter és Jozef Kopelman irányítása alatt képezte magát Budapesten.
Részt vett Isaac Stern, Pinchas Zukerman, Erick Friedman, Varga Tibor, Lewis Kaplan és Pauk György mesterkurzusain.
Tizenöt éves korában nemzetközi ismertséget szerzett Bartók fiatalkori hegedűversenyének előadásával, a budapesti Zeneakadémia nagytermében, Yehudi Menuhin 80. születésnapjának tiszteletére rendezett hangversenyen. Karrierjének fejlődése során olyan karmesterekkel működött együtt, mint Fabio Luisi, Paavo Järvi, Yoel Levi, Lawrence Foster, Gilbert Varga, Shlomo Mintz, Ludovic Morlot, Laurent Petitgirard, Enrique Bátiz Campbell, Takács-Nagy Gábor és Kocsis Zoltán.
Az Egyesült Királyságban 2008-ban debütált, ahol Glazunov hegedűversenyét adta elő a Royal Liverpool Philharmonic vendégeként, Ludovic Morlot vezényletével. Ugyanezt a versenyművet játszotta berlini bemutatkozásakor is, a Deutsches Symphonie-Orchester szólistájaként a Berlini Filharmóniában.
2010 áprilisában a bécsi közönségnek mutatkozott be a Bécsi Szimfonikusok hagyományos „Bécsi Tavasz” gálakoncertjének egyedüli szólistájaként a bécsi Musikverein Aranytermében, Fabio Luisi vezényletével.
Szólóesteket adott többek közt a New York-i Carnegie Hall kamaratermében, a washingtoni Kennedy Központ Terrace Theater termében, a Moszkvai Konzervatórium Nagytermében, a genfi Victoria teremben, a brüsszeli Királyi Konzervatórium Nagytermében és a vancouveri Chan Művészeti Központban.
2019 novemberében Érdemkereszt kitüntetésben részesítette a Belváros-Lipótváros Budapest Főváros V. kerület Önkormányzata.

## Diszkográfia
- 1999 Weiner Leó: II., fisz-moll hegedűverseny, op. 45 (Weiner–Szász Kamaraszimfonikusok, vez. Hamar Zsolt, BMC CD 018
- 2001 Bach/Kreisler/Ysaÿe/Petrovics BMC CD 017
- 2003 Leopold Auer, Hungaroton HCD32156
- 2010 George Enescu: I.–III. hegedű–zongora szonáta (Balog József), Brilliant Classics 9165
- 2011 Bartók Béla Complete Works for Violin Vol.1 (Balog József), Brilliant Classics 9236
- 2012 Bartók Béla Complete Works for Violin Vol. 2, Brilliant Classics 9270
- 2013 Bartók Béla Complete Works for Violin Vol. 3, (Balog József) Brilliant Classics 9276
- 2017 Niccolò Paganini: 24 Caprices, Op.1., AZ1
- 2017 Virtuosity Vol.1., AZ2
- 2017 Virtuosity Vol.2., AZ3
- 2019 Virtuosity Vol.3., AZ4